# ニューメキシコ州議会
ニューメキシコ州議会（英語:The New Mexico Legislature）は、アメリカ合衆国ニューメキシコ州の立法府である。下院と上院で構成される両院制議会である。

## 歴史
州議会は、ニューメキシコが正式に州となり、1912年に合衆国に加盟した際に設立された。1922年、バーサ・M・パクストンがニューメキシコ州議会初の女性議員として選出され、下院議員を1期務めた。

## 議会運営
州議会は毎年1月の第3火曜日に通常会期を開会する。ニューメキシコ州憲法では通常会期を60暦日に制限しているが、隔年では30日間に短縮される。ニューメキシコ州副知事が上院議長を、下院議長が非公開の多数派党員集会で選出される。両者はそれぞれの院の委員会メンバーを自由に選ぶことができ、州議会での立法に大きな影響力を持つ。
州知事が議会を臨時会に招集できるのに対し、州議会は自らを臨時会に招集できる。知事が招集できる臨時会の回数に制限はない。ニューメキシコ州憲法では、各臨時会の会期を制限していない。議員は、臨時会招集宣言（臨時会招集の宣言）で知事が指定した問題のみ審議できる（ただし、会期中に知事が他の問題を追加することはできる）。
州議会で可決され、州知事が署名した法案は、各院の3分の2以上の議員が法案に即時施行、早期施行（90日以内）、または遅行施行（90日以降）の投票を行わない限り、可決から90日後に発効する。

## 報酬
ニューメキシコ州では、議員に基本給は支払われない。議員は、1月と2月の州議事堂や委員会での公聴会での勤務に対して日当165ドルを受け取り、3月には194ドルまで上がる。

## 議員要件
州憲法では、下院議員は21歳以上、上院議員は25歳以上でなければならないと定められており、両院議員は、それぞれ自身が代表する選挙区に住まなければならない。

## 選挙区
州議会は、70人の下院議員と42人の上院議員で構成される。下院議員1人がおよそ25,980人のニューメキシコ州民を代表する。上院議員1人がおよそ43,300人の州民を代表する。現在、ニューメキシコ州議会は上下両院とも民主党が過半数を占めており、州知事の座も民主党が握っている。

### 選挙区再編成
2021年、上院法案304により再編成委員会が設立された。同委員会は、連邦下院、州下院、州上院、および再編成が必要なその他の州政府機関について、州議会に勧告する3つの再編成案を策定する。2021年夏現在、再編成が必要な州政府機関はニューメキシコ州公立教育委員会のみである。州議会は、独自の選挙区割りを自由に作成することができる。

### 任期制限
現在、州議会議員に任期制限はない。下院議員は2年ごとに、上院議員は4年ごとに改選される。

## 議会構成

### 上院
| 所属                        | 政党(網掛けは多数会派を示す) | 政党(網掛けは多数会派を示す) | 計 |      |
| --------------------------- | ---------------------------- | ---------------------------- | -- | ---- |
| 所属                        |                              |                              | 計 |      |
| 所属                        | 共和党                       | 民主党                       | 計 | 欠員 |
| 前議会終了時                | 27                           | 15                           | 42 | 0    |
|                             |                              |                              |    |      |
| Jan 1, 2015 - Mar 14, 2015  | 25                           | 17                           | 42 | 0    |
| Mar 14, 2015 - Apr 5, 2015  | 24                           | 17                           | 41 | 1    |
| Apr 5, 2015 – Jan 17, 2017  | 24                           | 18                           | 42 | 0    |
| Jan 17, 2017 – Jan 19, 2021 | 26                           | 16                           | 42 | 0    |
| Jan 19, 2021 – 現在         | 27                           | 15                           | 42 | 0    |

### 下院
| 所属     | 政党(網掛けは多数会派を示す) | 政党(網掛けは多数会派を示す) | 政党(網掛けは多数会派を示す) | 計 |      |
| -------- | ---------------------------- | ---------------------------- | ---------------------------- | -- | ---- |
| 所属     |                              |                              |                              | 計 |      |
| 所属     | 民主党                       | 無所属                       | 共和党                       | 計 | 欠員 |
| 第51議会 | 38                           | 0                            | 32                           | 70 | 0    |
|          |                              |                              |                              |    |      |
| 第52議会 | 33                           | 0                            | 37                           | 70 | 0    |
|          |                              |                              |                              |    |      |
| 第53議会 | 38                           | 0                            | 32                           | 70 | 0    |
|          |                              |                              |                              |    |      |
| 第54議会 | 46                           | 1                            | 23                           | 70 | 0    |
| 第55議会 | 43                           | 2                            | 24                           | 69 | 1    |
| 第56議会 | 45                           | 0                            | 25                           | 70 | 0    |